# Малая Ивановка (Волгоградская область)
Ма́лая Ива́новка — село в Дубовском районе Волгоградской области, административный центр Малоивановского сельского поселения.

## История

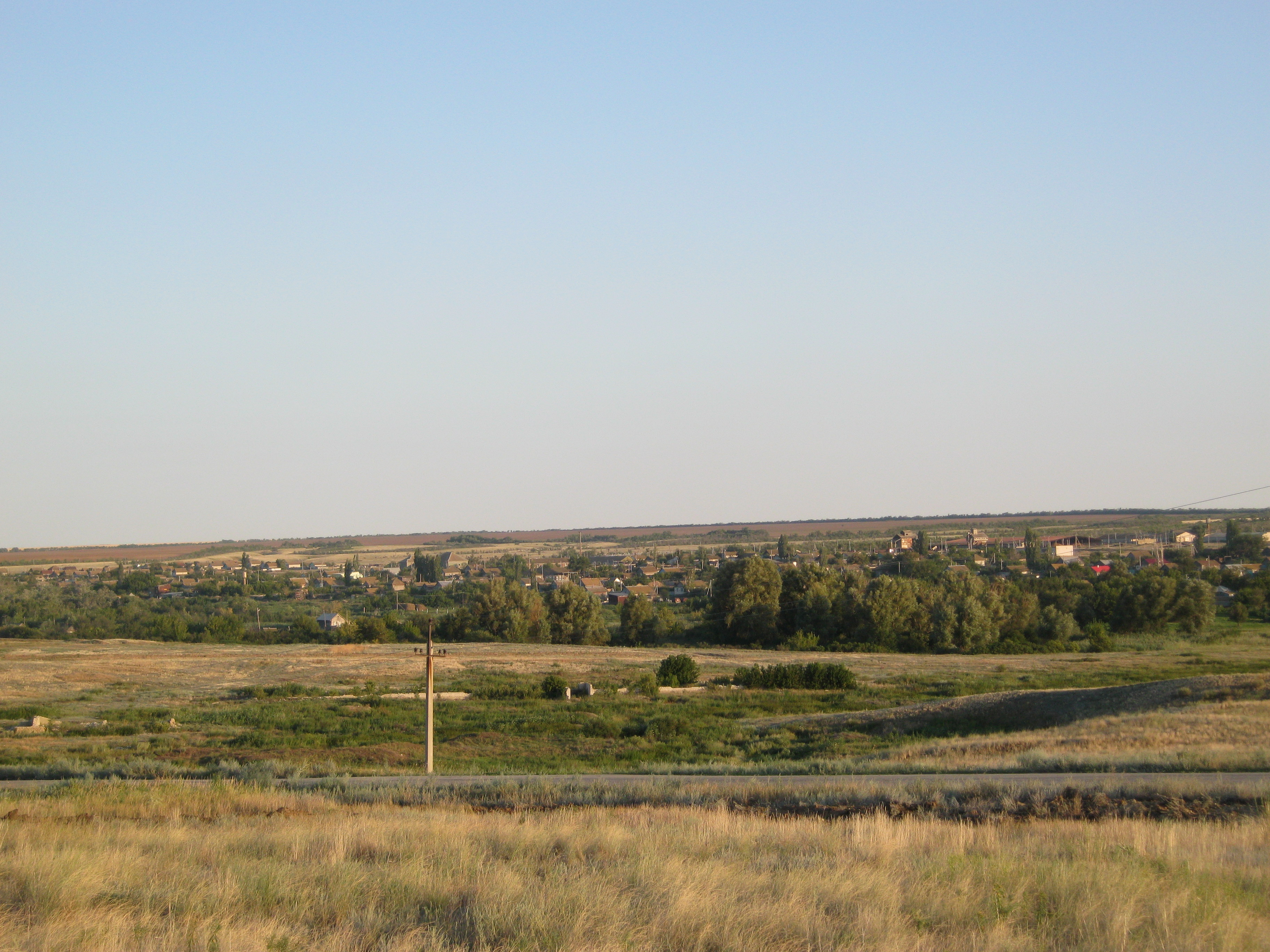
Вид на Малую Ивановку

По рассказам старожилов село Малая Ивановка появилась в 1832 г.
По-видимому, первые жители появились гораздо раньше. Судя по нашему говору, это были выходцы из Воронежской и Тамбовской губерний, которые в поисках свободных земель расселились в Нижнем Поволжье. Что привлекло поселенцев в нашу местность?
Здесь протекала небольшая речка Бердейка, местами речка превращалась в глубокие озера. По берегам речки были сплошные леса – верба, орехи, вишня. Много леса было также в близлежащих балках. Степи были богаты пастбищами. Все это и привлекло сюда поселенцев. Приблизительно к середине XIX века в селе насчитывалось 159 крестьянских хозяйств. Быстрое увеличение населения происходит после отмены крепостного права, когда крестьяне имели большую возможность переселиться. К 1900 году в селе уже насчитывалось около 500 дворов. Основным занятием населения было земледелие и животноводство. Крестьяне сеяли рожь, пшеницу, овес, горох, чечевицу, разводили крупный рогатый скот: овец, свиней, изредка верблюдов.
Среди крестьян было большое имущественное неравенство. 20 дворов были самыми богатыми. Они имели по 15-20 пар рабочих волов, лошадей, овец, коров. 100 семей имели по 8 пар быков. Это были середняки, они жили более или менее сносно. Около 200 дворов имели только по одной лошади и корове. Это были бедняки, которые не могли обеспечить себе сносное существование и обращались к побочным заработкам.
Остальные 150 дворов ничего не имели. Это была беднота, которая находилась в вечной кабале у местных богатеев – кулаков или помещиков.

## Образование колхоза
В 1929г. в Малой Ивановке образовался колхоз «Искра». Первым председателем колхоза был Макаров И. М. в составе хозяйства было 10 бычьих и 2 конные бригады. Пахали, сеяли и убирали урожай на быках и лошадях. Самой передовой техникой были косилка и молотилка. Сеяли и косили также вручную. В трудные 1932-1933 года в качестве рабочего скота использовали также дойных коров.
В 1934 г. колхоз «Искра» разделился на два колхоза – «Искра» и «Пламя». 
В 1933г. в Малой Ивановке была образована Машино-тракторная станция – МТС, которая по договору с колхозами выделяла им тракторы, комбайны и другую технику.
.

## Великая Отечественная война
В 1937г. колхозы собрали богатый урожай, выдали за трудодень по 5 кг зерна. Колхозники получили столько хлеба, сколько они никогда не собирали на своих единоличных участках. В селе появились первые велосипеды, радиоприемники. В 1937 г открылась средняя школа, в которой обучались дети из всех ближайших сел. Колхозники стали строить новые дома, ремонтировать старые, разводить сады. Вместе с ростом материального благосостояния колхозников, их культурного уровня менялось и их сознание. Теперь все крестьяне – и старые и молодые – убедились в преимуществах колхозного строя, в том, что только в колхозах они будет жить зажиточно и счастливо.
Благополучную жизнь колхозников нарушило вероломное нападение фашистских захватчиков. В первый же день войны на фронт отправились несколько десятков самых работоспособных мужчин, а потом уходили еще и еще…
Особенно было трудно работать летом и осенью 1942г. убирать хлеб приходилось под систематической бомбардировкой немецкой авиации. В сентябре 1942г., когда немецкие захватчики прорвались к Сталинграду, колхозы и МТС прекратили работу и стали эвакуироваться. Скот угнали за Волгу, технику собрали у пруда Рогатый, но немецкие войска были остановлены и эвакуация прекратилась.
В 1942-1943гг. в армию ушли последние 17-летние юноши трактористы.
В 1943-1944гг. техника износилась, запасных частей не было, не было и горючего. На трудодни выдавали очень мало хлеба – по 300-400 гр. Колхозники голодали. 9 мая 1945г. вся страна отмечала День Победы. С огромной радостью Малая Ивановка встретила первых демобилизованных героев.
В 1959г. колхозы «Искра» и «Пламя» объединились в один колхоз, а в 1960г. колхозники изъявили желание перейти в совхоз «Баррикады» (в Малой Ивановке располагалось 5-е отделение совхоза «Баррикады»)

### До 1900 года[3]
Малая Ивановка - волостное село Царицынского уезда, 2-го стана, Ивановской волости.
Малая Ивановка заселена в 1832-33 годах государственными крестьянами — переселенцами из Тамбовской, Харьковской и Воронежской губерний.
Ивановское волостное правление для государственных крестьян открыто в 1840-х годах.
В 1851 г. в Малой Ивановке прихожанами построена деревянная церковь во имя Покрова Пресвятой Богородицы, которая была освящена 5 ноября 1855 года (по старому стилю).
1858 год: в Малой Ивановке насчитывалось 669 ревизских душ мужского пола.
1860 год: в Малой Ивановке 141 двор, население — 1360 человек,  есть училище.
1882 год: в Малой Ивановке 320 дворов, население — 1878 человек.
1894 год: в Малой Ивановке 361 двор, в том числе 4 общественных: волостное правление, школа, церковная сторожка и дом священника. 69 домов — каменные и глинобитные, остальные — деревянные. 118 домов крыты тёсом, остальные — соломой. Всего жителей — 2239 человек.

## Население
Динамика численности населения по годам:
| 1897 | 1911 |
| ---- | ---- |
| 2477 | 2548 |

| 2010 |
| ---- |
| 670  |